# Rudolf Franz Lehnert
Rudolf Franz Lehnert (13. července 1878 Velká Úpa - 16. ledna 1948 Redeyef, Gafza Oasis, Tunis) byl fotograf českého původu.

## Život a dílo
Lehnert se narodil v obci Groß Aupa (nyní je Velká Úpa část města Pec pod Sněžkou) na českém území. Spolu s Ernstem Heinrichem Landrockem založili fotografickou společnost Lehnert & Landrock, která úspěšně publikovala svá díla z Blízkého východu v Tunisu, Mnichově, Lipsku a Káhiře.
Lehnert strávil část svého života v Redeyefu, Gafza Oasis v Tunisu, kde také zemřel.

## Portrét mladého muže
Fotografie mladého muže publikovaná jako pohlednice v roce 1921 se stala vzorem celé řady novodobých plakátů. Modelem byl Egypťan Mohamed, který pracoval jako Lehnertův asistent. V devadesátých letech se portrétním snímkem inspirovali íránští publicisté při tvorbě popularizačních plakátů, které představovaly mladého proroka Mohameda. Prý údajně podle obrazu, který namaloval mnich, který se s prorokem osobně setkal. Íránský režim prodej letáků zobrazujícího mladého proroka schválil, stejně tak i šíité v muslimské tradici zobrazení schvalují.

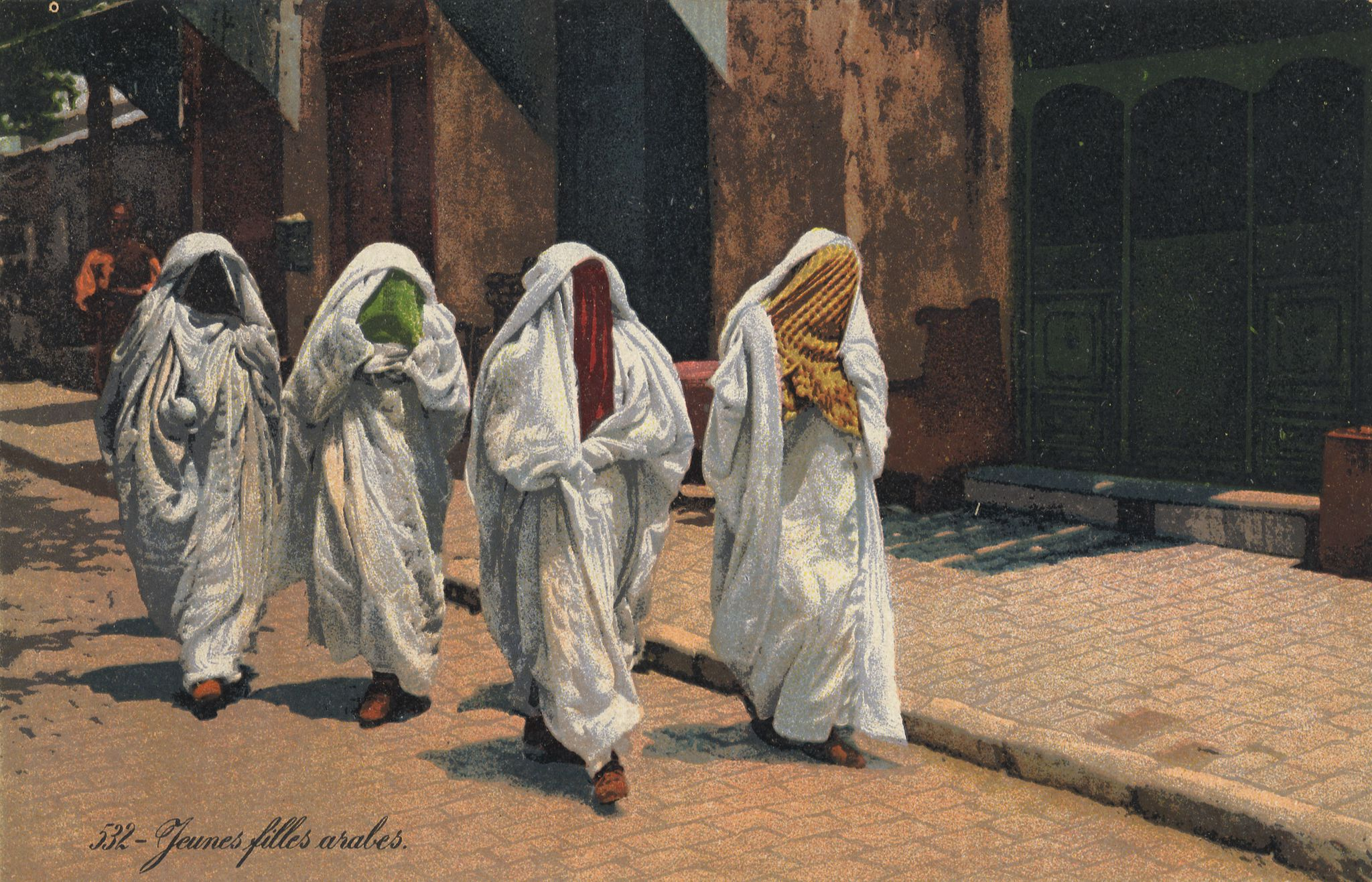
Rudolf Franz Lehnert: Jeunes filles arabes

## Galerie

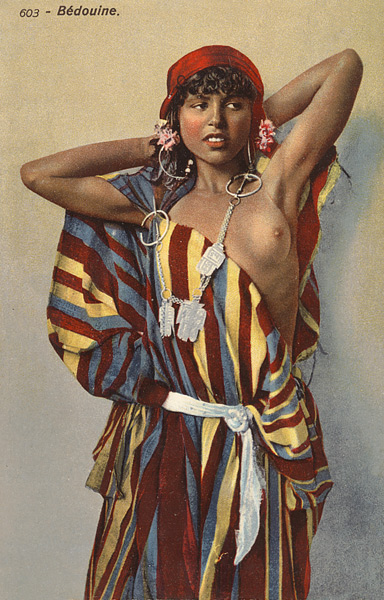
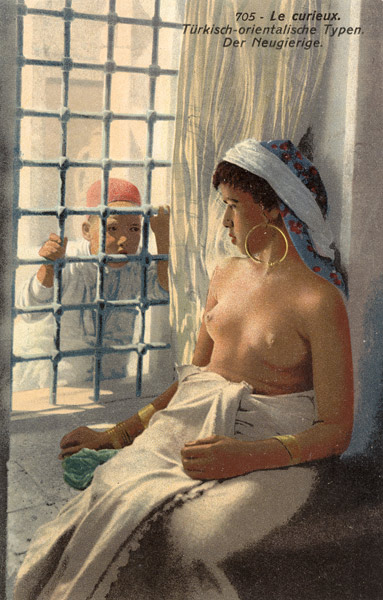
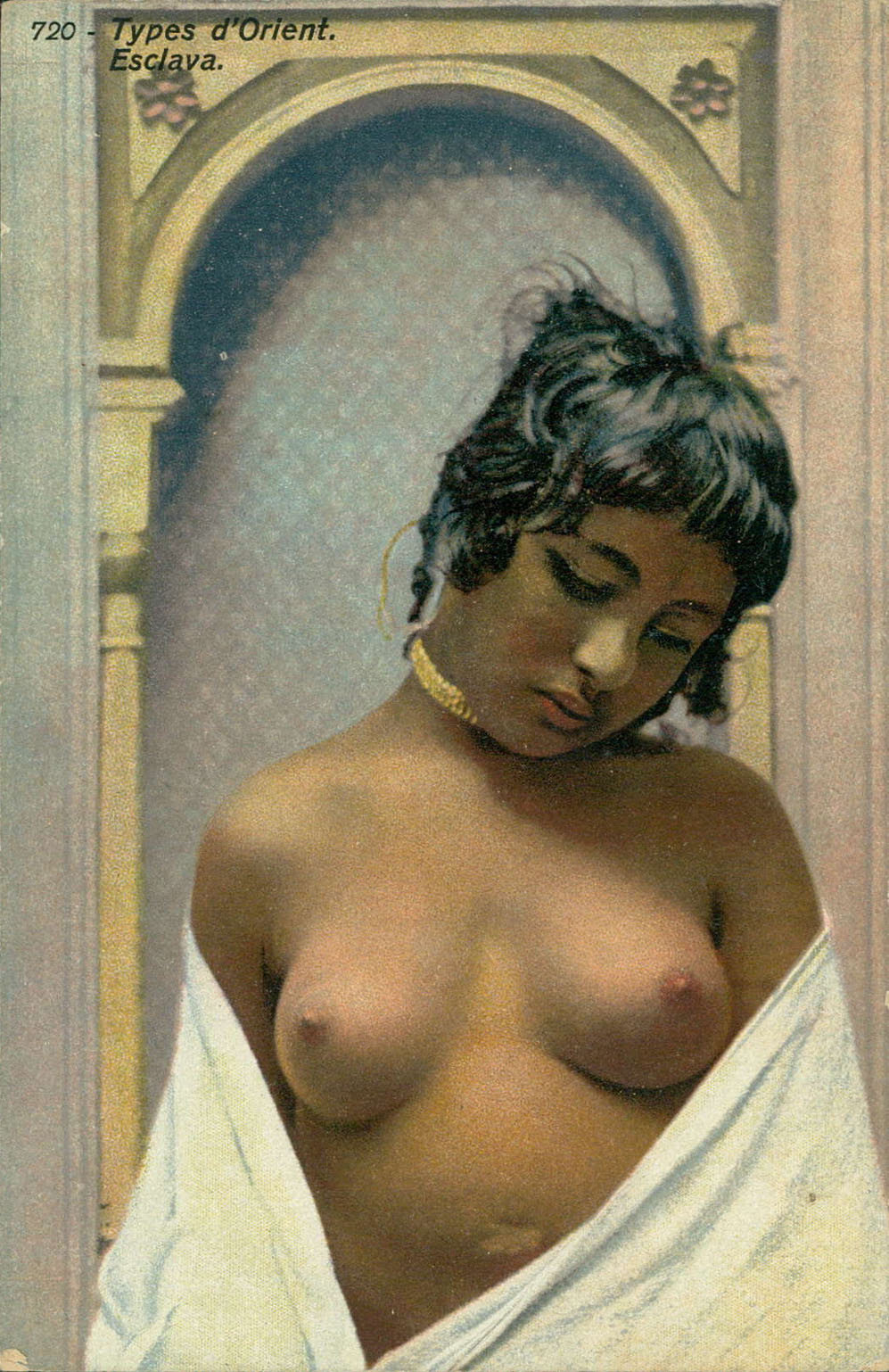
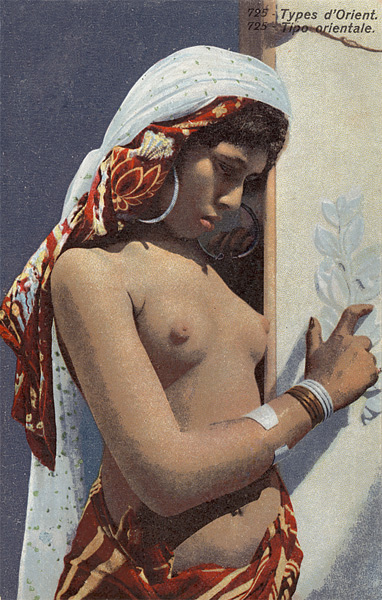
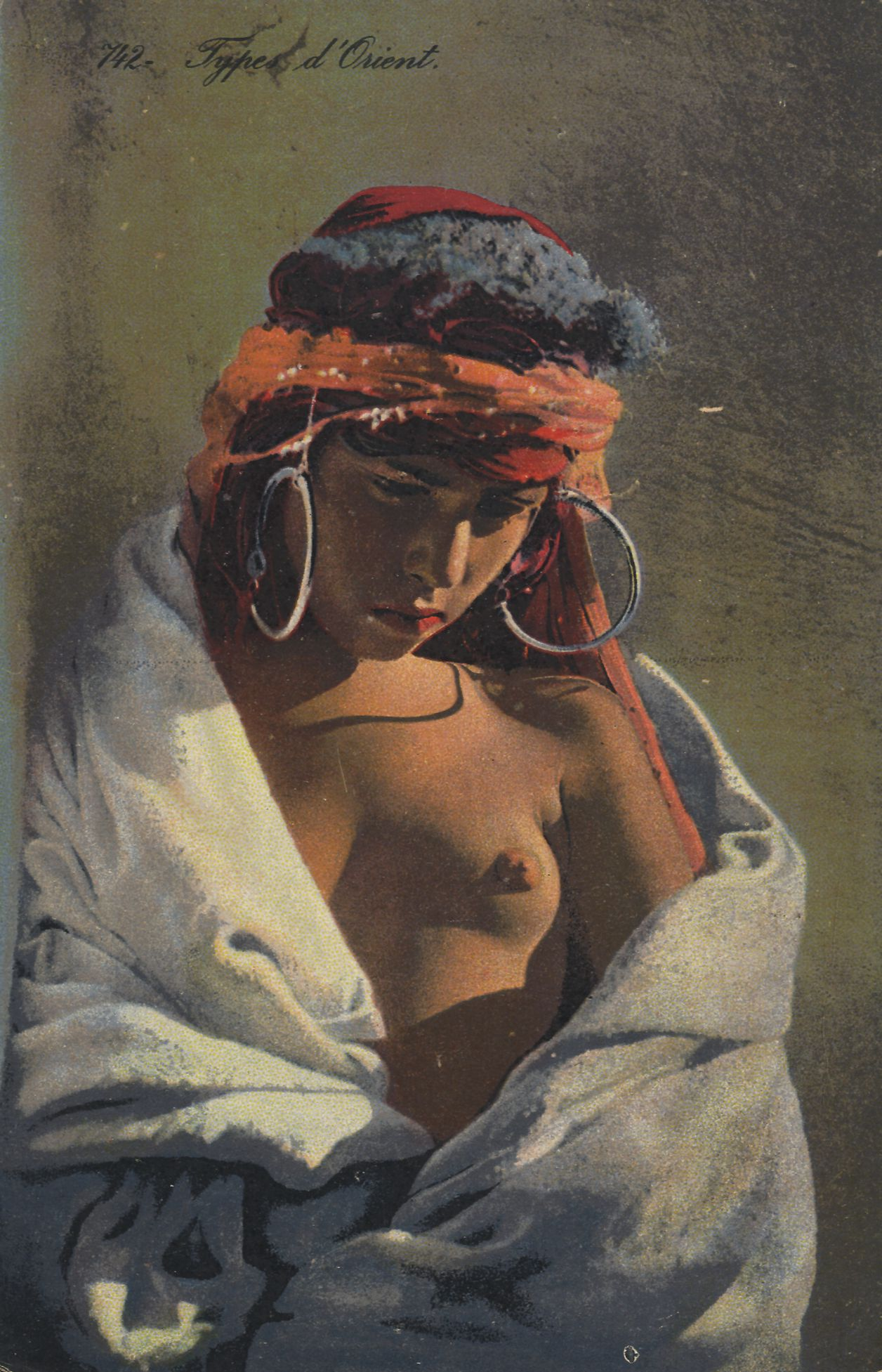
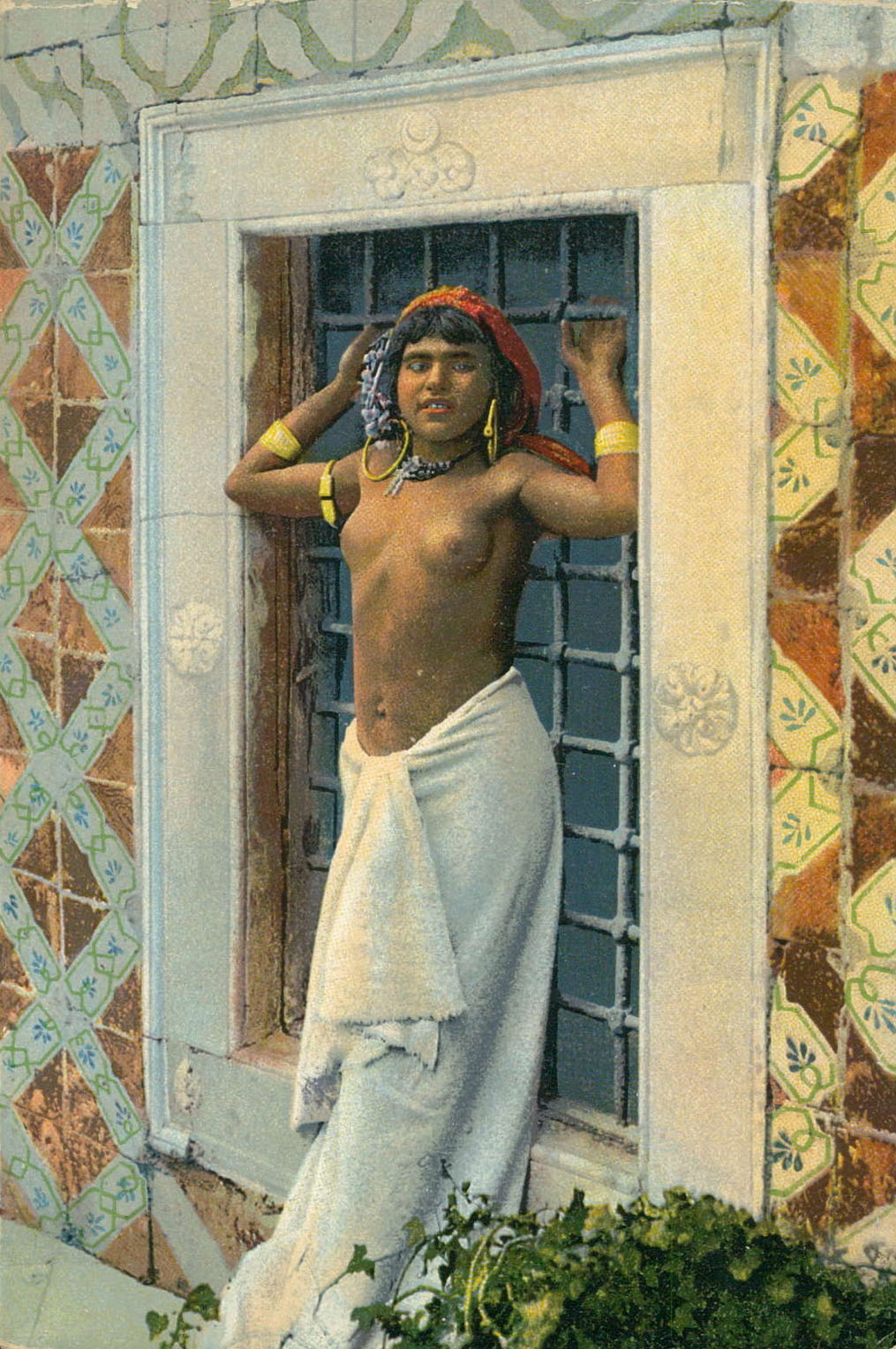
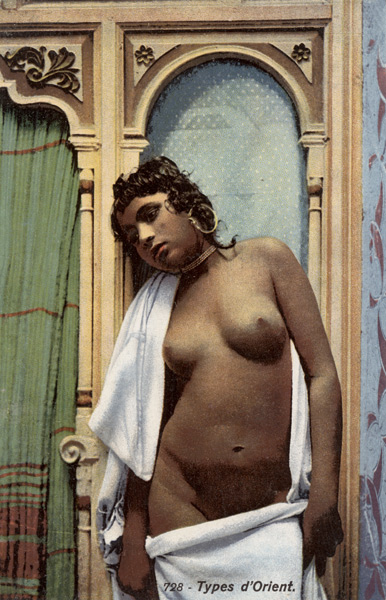
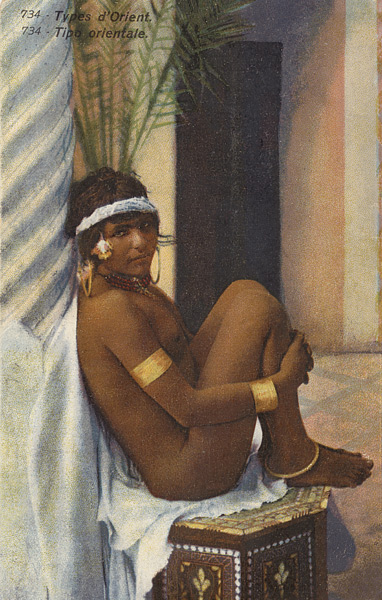
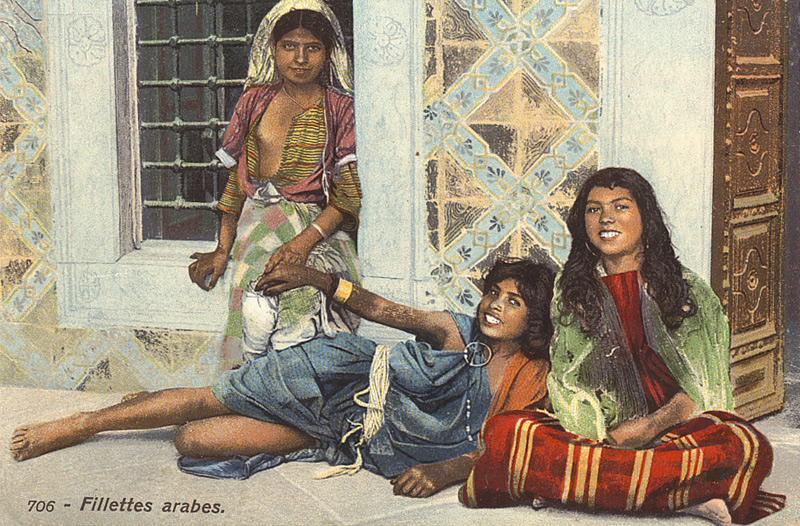
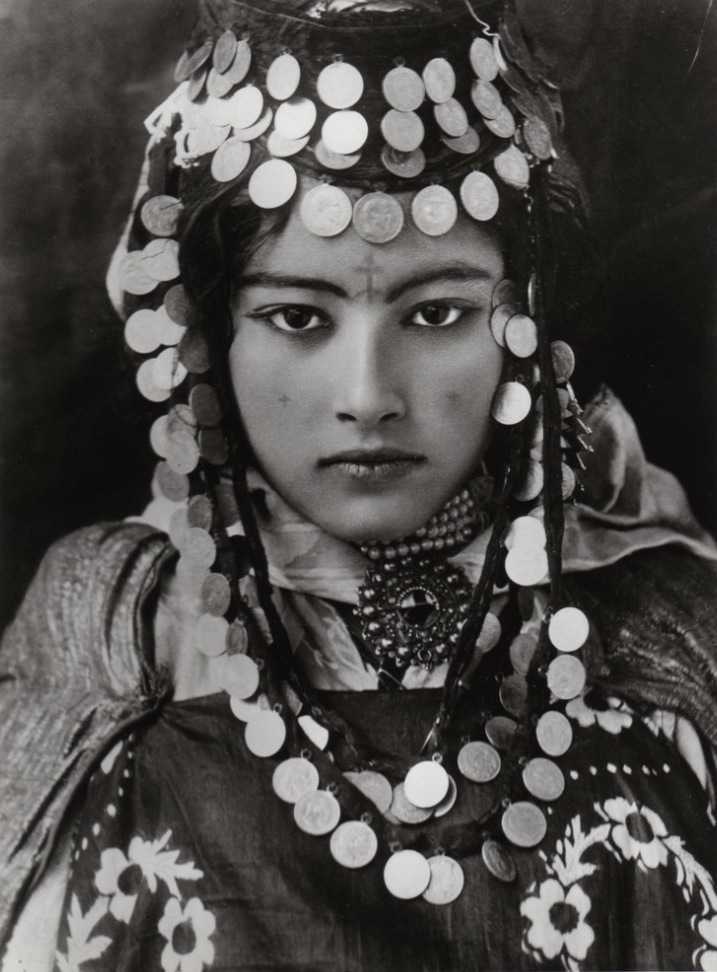
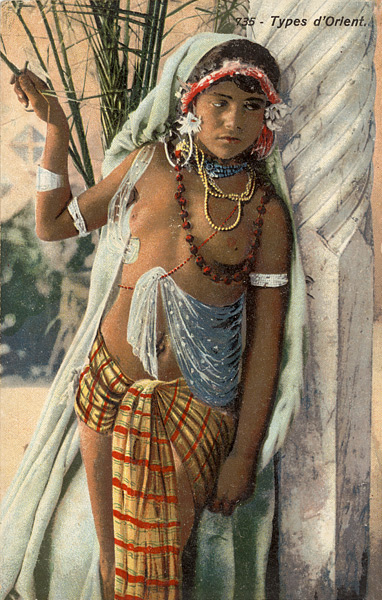
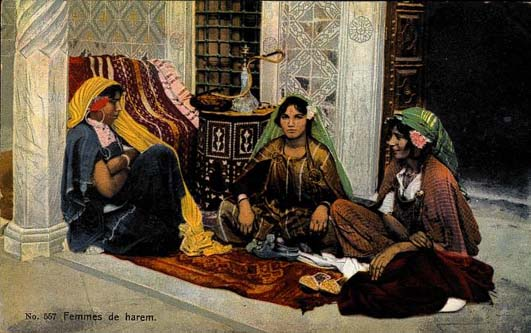
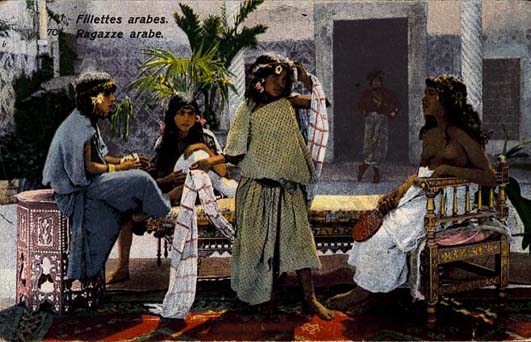
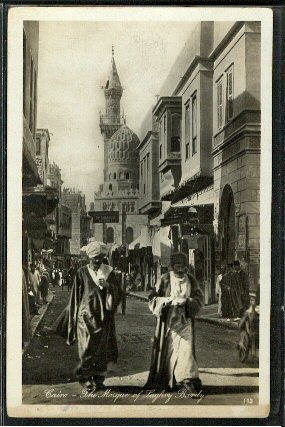
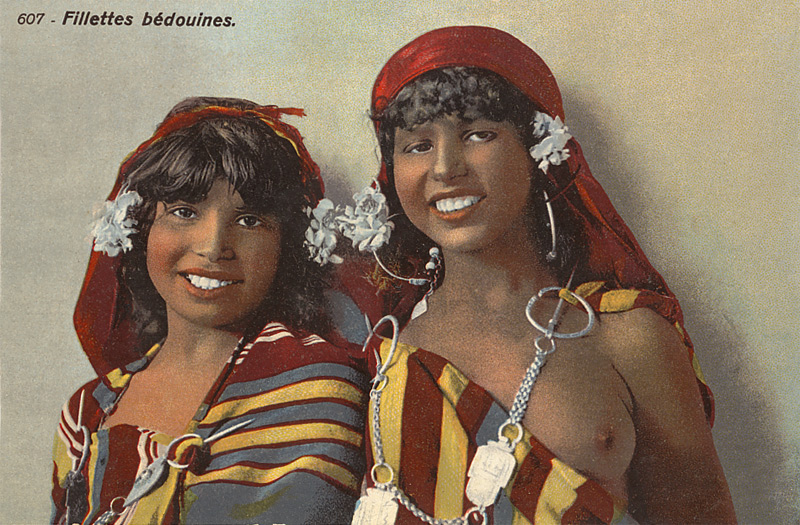
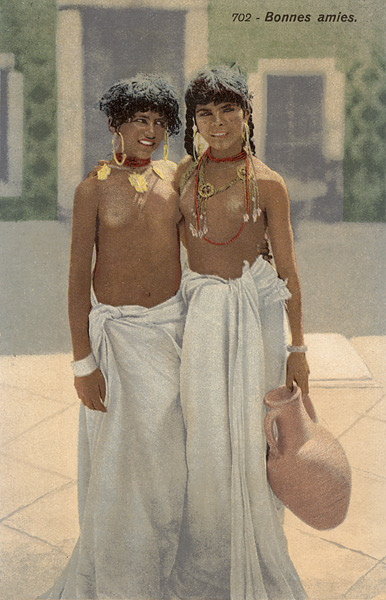
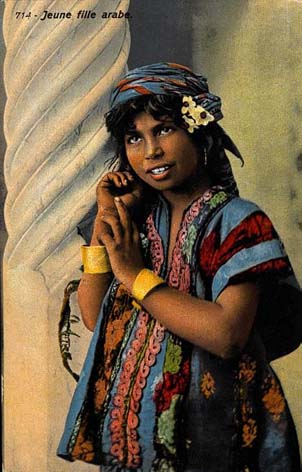
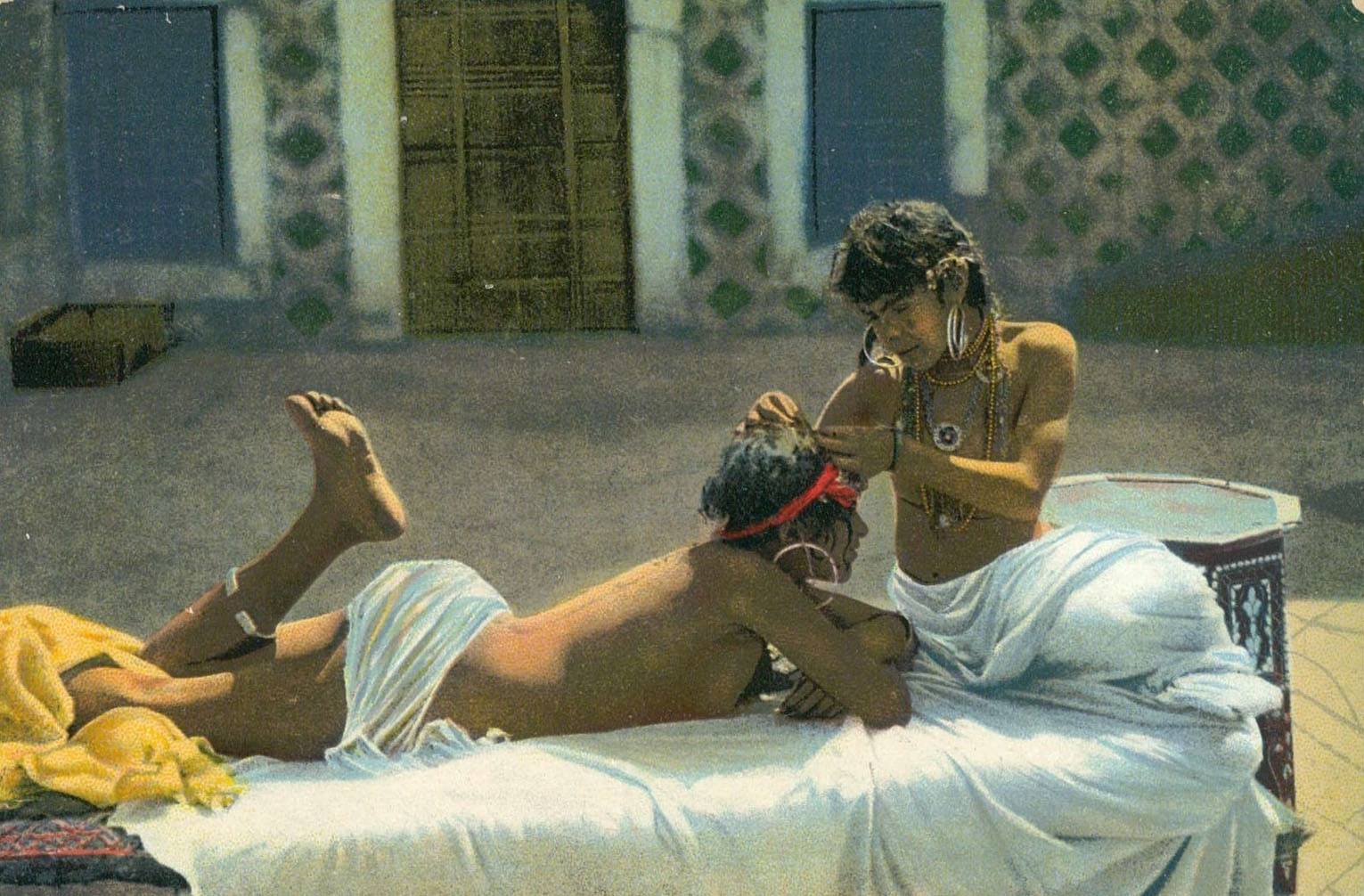